# Майтинская, Клара Евгеньевна
Клара Евгеньевна Майтинская (1907—1991) — советская учёная, финно-угровед, доктор филологических наук, профессор.
Автор многочисленных статей и книг по общему и финно-угорскому языкознанию, среди которых самым известным трудом является 3-томная работа «Венгерский язык» (М., 1955—1960).

## Биография
Родилась 27 января 1907 года в городе Дьёр Австро-Венгерской империи.
Окончив гимназию, училась в Музыкальной академии им. Ференца Листа в Будапеште. В 1931 году вместе с группой молодых венгерских специалистов переехала в Советский Союз. Хорошо зная иностранные языки, начала работать преподавателем в московских школах. Затем преподавала в Музыкальном техникуме Московской консерватории и одновременно училась на отделении германистики Московского государственного педагогического института иностранных языков (МГПИИЯ, ныне Московский государственный лингвистический университет). В 1939 году, окончив этот вуз, осталась в нём преподавать.
В 1944 году защитила кандидатскую диссертацию по германистике на тему «Семантика дательного падежа в современном немецком языке». В 1945—1950 годах была доцентом венгерского языка в Военном институте иностранных языков (ныне Военный университет Министерства обороны Российской Федерации). В 1950 году успешно защитила докторскую диссертацию, посвященную анализу развития системы падежей в венгерском языке — «Развитие системы падежей в венгерском языке». С этого же года — старший научный сотрудник Института языкознания АН СССР. В 1959 году ей было присвоено звание профессора кафедры романских и финно-угорских языков.
До конца своей жизни занималась изучением финно-угорских языков, публиковалась, была редактором или членом редколлегии самых значительных изданий в СССР по финно-угорским языкам. Её научно-исследовательская работа были связана с Институтом языкознания Академии наук СССР (ныне Институт языкознания РАН), где в 1950 году была сформирована группа финно-угорских языков, в которую вошли К. Е. Майтинская, Б. А. Серебренников, В. И. Лыткин. К. Е. Майтинская входила в состав редколлегии и была одним из авторов четырёх выпусков сборника «Вопросы финно-угорского языкознания», публиковавшихся с 1962 по
1967 год, также была членом редколлегии журнала «Советское финно-угроведение». Воспитала более 30 кандидатов наук.
Участвовала в международных и всесоюзных конгрессах лингвистов и конференциях угрофинноведов, а также в движении эсперантистов. Клара Евгеньевна была
почетным членом Международного комитета конгрессов финно-угроведов, членом Советского комитета финно-угроведов, почетным членом Венгерского лингвистического общества (Будапешт) и членом-корреспондентом Финно-угорского общества (Хельсинки), вице-президентом Международного общества венгерской филологии.
Умерла 15 января 1991 года.